# Nationalsocialistisk propaganda
Propaganda var en af nationalsocialismens centrale aktiviteter, særlig i det Nationalsozialistischen Deutschen Arbeiterpartei. Propagandaens formål var at bidrage med at beholde magten i Weimarrepublikken til magtovertagelsen og i Det Tredje Rige fra 1933 til 1945 og som mobiliseringsideologi for den 2. verdenskrig.
NS-Propagandans  centrale temaer var nationalisme, racisme og antisemitisme og med dermed forbundne Antikommunisme, folkefællesskabets ideologi og militarismen med forherligesen af det krigeriske heltemod, kvinderne
i det nationalsocialistiske kvindebillede og den betinelsesløse personkult omkring Adolf Hitler som diktator. Direkte til krigsforberedelserne tjente legenden, at Tyskland er et folk uden plads og derfor må erobre Lebensraum mod øst, som retfærdiggøres med Socialdarwinismen med den stærkes ret.